# Volba prezidenta Československa 1989
Volba prezidenta Československa proběhla 29. prosince 1989 ve Vladislavském sále Pražského hradu na společné schůzi obou komor Federálního shromáždění, kterou vedl čerstvě kooptovaný předseda Alexander Dubček. Samotná volba byla ovlivněna událostmi sametové revoluce, které vedly k pádu komunistického režimu a také k abdikaci prezidenta Gustáva Husáka. Václav Havel, disident a kritik komunistického režimu, byl zvolen devátým československým prezidentem.

## Pozadí
Prezidentská volba se odehrávala v atmosféře sametové revoluce, která vedla ke kolapsu komunistického režimu v Československu. Veřejnost žádala výměnu politické garnitury, ale paradoxně byli nejznámějšími kandidáty komunističtí politici z období pražského jara 1968. Mezi nimi především Alexander Dubček, který byl považován za největšího konkurenta Václava Havla. Dalším kandidátem byl bývalý ministr školství Čestmír Císař, podporovaný Socialistickým svazem mládeže. KSČ ve volbě podporovala stávajícího předsedu vlády Ladislava Adamce.

### Politická jednání
6. prosince 1989 došlo k jednání mezi zástupci Občanského fóra a slovenské Veřejnosti proti násilí, na kterém bylo rozhodnuto o společné podpoře kandidatury Václava Havla, navzdory Dubčekově popularitě na Slovensku. 10. prosince jmenoval stávající prezident Gustáv Husák první ne zcela komunistickou vládu od února 1948 a následně oznámil Federálnímu shromáždění svojí demisi. Předsedou nové vlády byl jmenován Slovák Marián Čalfa. To znamenalo, že na prezidentský post nemohla být jmenována osoba slovenské národnosti. Slovenský historik Ivan Laluha tento vývoj přičítá nepřátelství mezi Dubčekem a Husákem pocházejícím z doby Pražského jara.
11. prosince navrhli zástupci komunistické strany a SSM, aby byl prezident volen přímo. Komunisté vycházeli z v Praze provedených průzkumů veřejného mínění, které ukazovaly, že nejvyšší podporu veřejnosti měl Alexander Dubček, zatímco ostatní zvažovaní kandidáti včetně Havla měli podporu kolem 1 procenta. Představitelé Občanského fóra se obávali, že Havel by na venkově nemusel obdržet dostatečný počet hlasů. Delegace Občanského fóra vedená Petrem Pithartem návrh odmítla. Situace byla vyřešena intervencí předsedy vlády Čalfy, který na tajné schůzce s Havlem 15. prosince slíbil, že podpoří jeho volbu prezident výměnou za to, že se Dubček stane předsedou parlamentu. Čalfa, který následkem Husákovy abdikace disponoval prezidentskými pravomocemi, udělil Havlovi po schůzce milost, neboť jakožto trestaný občan by se o nejvyšší funkci ucházet nemohl. Součástí dohod mezi Havlem a Čalfou měl být také Havlův slib, že příslušníci komunistické garnitury nebudou trestání a perzekvováni. 15. prosince proběhla schůzka George Sorose s Mariánem Čalfou, kterou zorganizoval František Janouch, disident a zakladatel Nadace Charty 77. Premiér Čalfa následně přesvědčil poslance Federálního shromáždění, aby hlasovali pro Havla. Havel byl zvolen dočasně; pouze do doby, kdy nové Federální shromáždění vzešlé ze svobodných voleb opětovně zvolí prezidenta.

## Průběh a výsledek volby
Průběh volby vedl předseda Federálního shromáždění Alexander Dubček. Volby se účastnilo 323 poslanců Federálního shromáždění. Hlasovalo se veřejně. Nebyly zaznamenány žádné hlasy proti navrženému kandidátovi a nikdo se hlasování nezdržel. Ke zvolení bylo nutné získat třípětinovou většinu všech poslanců Sněmovny lidu, třípětinovou většinu všech poslanců Sněmovny národů zvolených v České republice a třípětinovou většinu všech poslanců Sněmovny národů zvolených ve Slovenské republice.
| Hlasy                        | Sněmovna lidu | Sněmovna lidu | Sněmovna národů - čeští poslanci | Sněmovna národů - čeští poslanci | Sněmovna národů - slovenští poslanci | Sněmovna národů - slovenští poslanci |
| Hlasy                        | počet         | %             | počet                            | %                                | počet                                | %                                    |
| ---------------------------- | ------------- | ------------- | -------------------------------- | -------------------------------- | ------------------------------------ | ------------------------------------ |
| Pro                          | 183           | 91,5          | 69                               | 92                               | 71                                   | 94,7                                 |
| Proti                        | 0             | 0             | 0                                | 0                                | 0                                    | 0                                    |
| Zdržel se                    | 0             | 0             | 0                                | 0                                | 0                                    | 0                                    |
| Nepřítomen/neobsazený mandát | 17            | 8,5           | 6                                | 8                                | 4                                    | 5,3                                  |
| Celkem                       | 200           | 100           | 75                               | 100                              | 75                                   | 100                                  |

## Prezidentský slib
Složení prezidentského slibu proběhlo na stejné společné schůzi Federálního shromáždění. Václav Havel složil prezidentský slib na Ústavu Československé socialistické republiky:
Předseda FS Alexandr Dubček: Prosím vás, pán prezident, aby ste pristúpili k Ústave Československej socialistickej republiky a k ústavnému zákonu o československej federácii, položili na ne pravú ruku a vykonali ústavný sľub, ktorý potom potvrdíte svojím podpisom.

Prezident ČSSR Václav Havel: Slibuji na svou čest a svědomí věrnost Československé socialistické republice. Budu dbát blaha národů a národností v ní žijících, své povinnosti budu konat podle vůle lidu a v zájmu lidu a zachovávat Ústavu a ostatní zákony.
21. společná schůze Federální shromáždění (stenozáznam)
Po složení slibu vystoupil prezident Václav Havel s první dámou Olgou Havlovou na veřejnosti. Poté vykonal na třetím nádvoří Pražského hradu slavnostní přehlídku vojáků Hradní stráže. Veřejnost si všimla krátkých nohavic kalhot, ve skutečnosti povytažených šlemi, které měl nový prezident během vojenské přehlídky na sobě.     
Na volbu navázalo slavnostní Te Deum ve Svatovítské katedrále vedené kardinálem Tomáškem. Po 41 letech tak opět na Hradě zasedl nekomunistický prezident.